# Gigliola Cinquetti
Gigliola Cinquetti (nascuda a Verona, el 20 de desembre de 1947), és una cantant i presentadora de televisió italiana.
Va debutar als 16 anys en el Festival de Sanremo (1964), i va guanyar el concurs amb la cançó Non ho l'età (per amarti). El mateix any, guanyà el Festival d'Eurovisió amb la mateixa cançó. Als anys noranta va deixar la cançó per dedicar-se a la presentació de programes de televisió.

## Cançons
- Penso Alle Cose Perdute
- Non Ho L'eta' (Per Amarti)[1][2]
- Il Primo Bacio Che Darò
- Anema e core
- Ho Bisogno Di Vederti
- Le Colline Sono In Fiore
- La Boheme
- Romantico blues
- Dio come ti amo[1]
- La Rosa Nera
- Sfiorisci bel fiore
- Il treno dell'amore
- Dommage dommage (Peccato)
- La Pioggia[1]
- Quelli erano i giorni
- Lady d'arbanville